# Elefantenpfad
Elefantenpfad ist ein US-amerikanischer Abenteuerfilm des Regisseurs William Dieterle aus dem Jahre 1954. Der Film basiert auf einem Roman von Robert Standish.

## Handlung
Handlungszeit ist die Gegenwart, der Ort zunächst England: Die junge Buchhändlerin Ruth hat John Wiley, den Erben einer Teeplantage auf Ceylon, erst vor zwei Wochen kennengelernt, ist aber schon mit ihm verlobt und entschlossen, ihm nach Asien zu folgen. Als das frisch verheiratete Paar auf der Plantage eintrifft, ist Ruth von dem Luxus, der sie dort erwartet, überwältigt. Schon bald entdeckt sie jedoch die dunklen Seiten: das prächtige, von Dienern bevölkerte riesige Haus wurde von Johns Vater Tom, der nicht mehr lebt und in einem pompösen Grab ruht, auf einem uralten Wanderpfad der heimischen Elefanten erbaut. Tom, der eine ehrgeizige Kämpfernatur war, hatte sein Haus aus Trotz gegen die Natur an dieser Stelle errichtet. Und so gibt es auch immer wieder gefährliche Vorkommnisse mit den Elefanten, die ihren Pfad zurückbeanspruchen und an der Grenze zur Plantage abgewehrt werden müssen. Johns Mutter hat es auf der Plantage offenbar nicht ausgehalten und liegt in England begraben.
Ruth ist die einzige weiße Frau weit und breit und wäre für die zahlreichen Freunde ihres Mannes gern eine glanzvolle Gastgeberin. Diese Freunde erweisen sich dann aber als Trunkenbolde, die John schmeicheln, indem sie mit ihm immer wieder auf Toms Größe anstoßen, sich bei ihm letztlich aber nur durchschmarotzen. Dick, Johns amerikanischer Aufseher, klärt Ruth auf, dass Tom eher eitel als heldenhaft war, und rät ihr, seine geistige Erbschaft nicht zu ernst zu nehmen.
Da John emotional immer noch unter der Knute seines Vaters steht, an seinen Junggesellengewohnheiten festhält und Ruth auch keine Chance gibt, in die Rolle einer Hausherrin hineinzuwachsen – diese Position hält der Dieneraufseher Appuhamy –, kommt es zwischen dem Paar wiederholt zu offenen Konflikten. Ruth gelangt in Versuchung, der Liebeswerbung von Dick nachzugeben, widersteht ihm zunächst aber noch, da sie John letztlich doch mehr liebt.
Erst als John sie schlägt, flieht sie zu Dick und bittet ihn, sie mit nach Paris zu nehmen. Dann bricht bei den Einheimischen jedoch die Cholera aus, die Plantage wird unter Quarantäne gestellt und sowohl John als auch Ruth und Dick haben alle Hände voll zu tun, die Epidemie einzudämmen und die Kranken zu versorgen. Ruth, die ihren Mann bisher nur als kindisch und unreif kennengelernt hat, ist beeindruckt von Johns selbstlosem Einsatz. Als aus hygienischen Gründen die Arbeiterhütten in Brand gesetzt werden, geraten die Elefanten in Panik, rennen ihren Pfad entlang, durchbrechen diesmal die Sicherheitsmauer mit Erfolg und stürmen das Haus. Appuhamy versucht vergeblich, die Tiere daran zu hindern, das Grabmal seines verehrten Herrn und Meisters dem Erdboden gleichzumachen, und wird dabei getötet. John kommt gerade noch rechtzeitig, um Ruth zu retten. Obwohl gerade in diesem Augenblick der seit Wochen überfällige Monsun beginnt, brennt das Haus vollständig nieder, und John und Ruth versprechen einander, ihr gemeinsames Leben an einer anderen Stelle noch einmal von vorn zu beginnen und damit den Pfad den Elefanten zurückzugeben.

## Entstehung
Für die beiden Hauptrollen waren zunächst Laurence Olivier und Vivien Leigh vorgesehen. Olivier schied jedoch bereits früh aus, um The Beggar’s Opera zu drehen, und Leigh war später ebenfalls gezwungen auszuscheiden, da sie nach dem Drehbeginn in Sri Lanka nach einem Nervenzusammenbruch schwer erkrankte. Obwohl sie durch Elizabeth Taylor – die Paramount von Metro-Goldwyn-Mayer „ausleihen“ musste – ersetzt wurde, ist sie in einigen langen Einstellungen noch zu sehen. Paramount hatte nicht genug Geld, um alle Szenen neu zu drehen.
Die Dreharbeiten für die Außenaufnahmen des in Technicolor produzierten Films fanden zwischen dem 2. Dezember 1952 und dem 23. Februar 1953 auf der Iverson Ranch in Chatsworth bei Los Angeles sowie in Ceylon (heute Sri Lanka) statt. Die Innenaufnahmen entstanden vom 28. Februar bis zum 20. Mai 1953 in den Paramount Studios Hollywood. Die Uraufführung erfolgte am 21. April 1954 in New York, Astor, die deutsche Erstaufführung bei den Internationalen Filmfestspielen Berlin am 24. Mai 1954, der deutsche Kinostart dann am 4. November 1954.

## Kritik
„Von abenteuerlichen Tierszenen (bemerkenswert: eine Elefanten-Stampede) nur unzureichend belebtes Ehedrama.“